# Campeonato Europeo de Remo de 1971

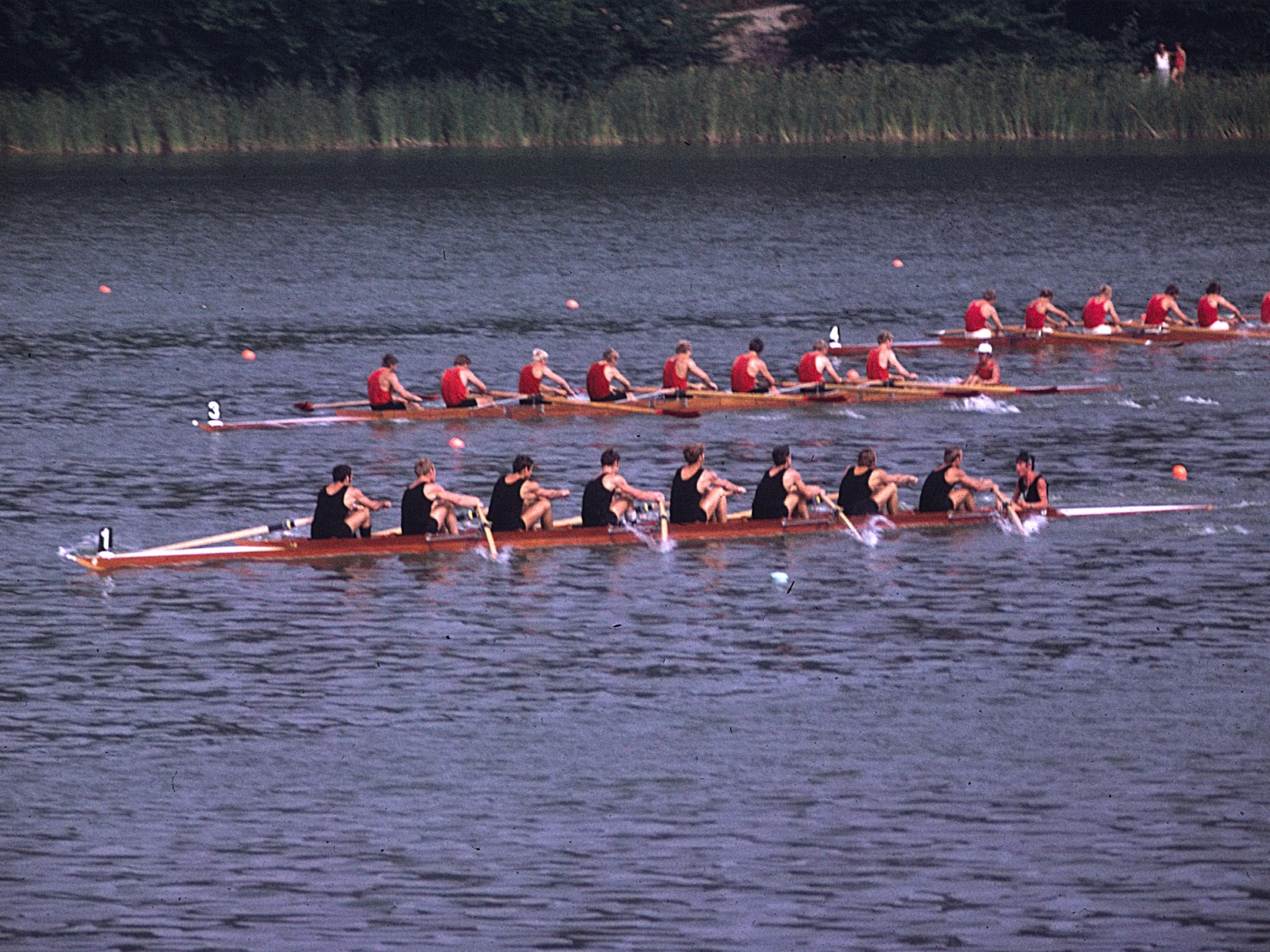
Campeonato Europeo de Remo de agosto de 1971

El LXI Campeonato Europeo de Remo se celebró en Copenhague (Dinamarca) en 1971 bajo la organización de la Federación Internacional de Sociedades de Remo (FISA).
En total se disputaron doce pruebas diferentes, siete masculinas y cinco femeninas.

## Medallero
| Núm. | País           | Oro | Plata | Bronce | Total |
| ---- | -------------- | --- | ----- | ------ | ----- |
| 1    | RDA            | 5   | 5     | 1      | 11    |
| 2    | URSS           | 3   | 1     | 4      | 8     |
| 3    | Rumania        | 1   | 1     | 1      | 3     |
| 4    | RFA            | 1   | 0     | 3      | 4     |
| 5    | Nueva Zelanda  | 1   | 0     | 1      | 2     |
| 6    | Argentina      | 1   | 0     | 0      | 1     |
| 7    | Checoslovaquia | 0   | 2     | 0      | 2     |
| 7    | Noruega        | 0   | 2     | 0      | 2     |
| 9    | Francia        | 0   | 1     | 1      | 2     |
| 10   | Polonia        | 0   | 0     | 1      | 1     |
|      | TOTAL          | 12  | 12    | 12     | 36    |